# Evangelische Pfarrkirche Gosau

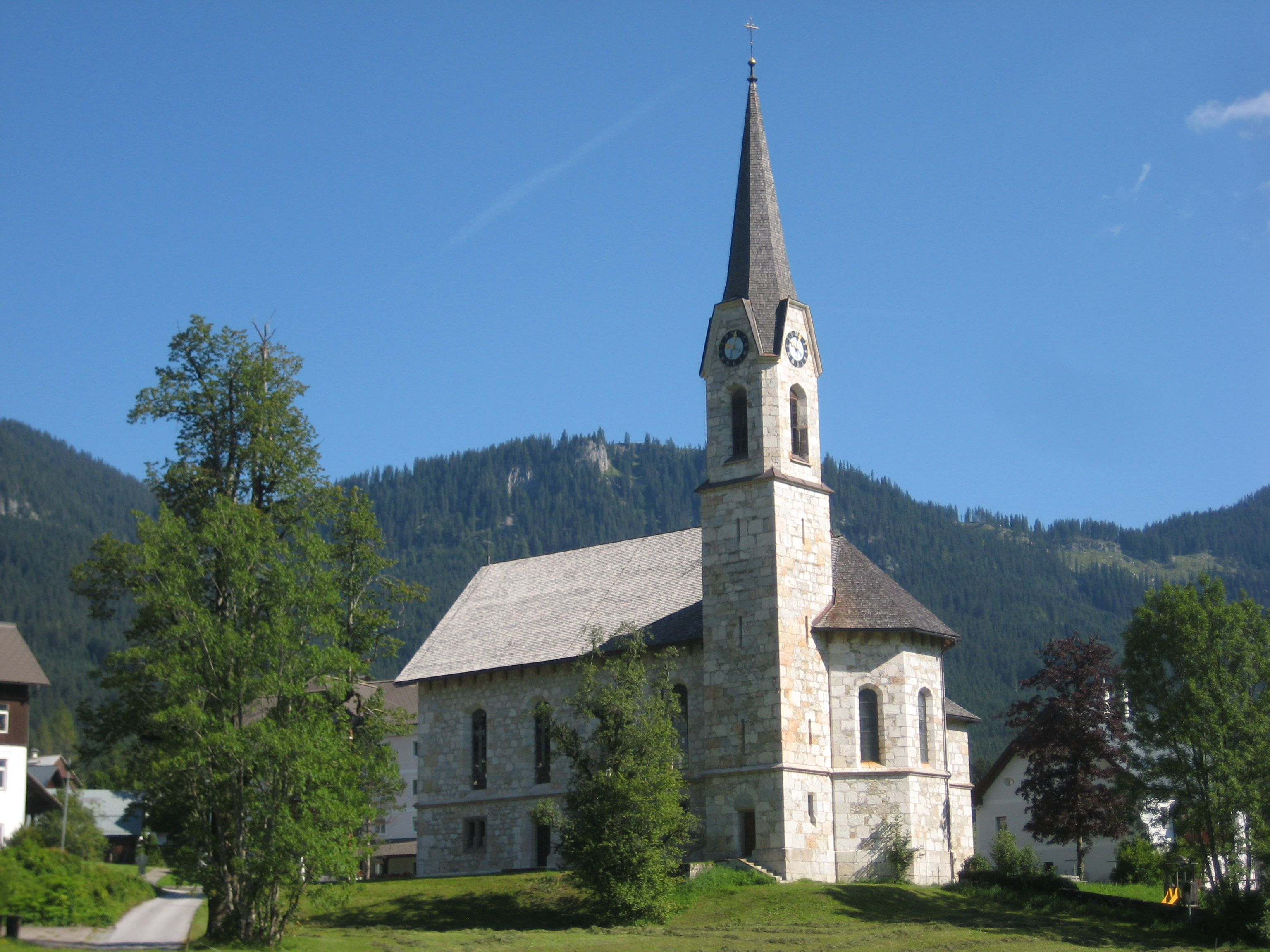
Evangelische Pfarrkirche A.B. Gosau

Die Evangelische Pfarrkirche Gosau befindet sich in der Gemeinde Gosau im Bezirk Gmunden. Der heutige Sakralbau stammt aus den Jahren 1864 bis 1869 und ersetzte die Toleranzkirche von 1784. Die Kirche ist eine Pfarrkirche der Evangelischen Kirche A.B. in Österreich und gehört zur Evangelischen Superintendentur Oberösterreich. Die evangelische Kirche von Gosau steht unter Denkmalschutz (Listeneintrag).

## Die evangelische Pfarrkirche
Der Bau des Toleranzbethauses erfolgte 1784, die Einweihung erfolgte am letzten Sonntag nach Trinitatis. Auf Grund der damaligen Baubestimmungen durfte das Bethaus keinen Turm, keine Glocken und keine sakralen Verzierungen aufweisen.
Ab 1864 wurde das Bethaus abgetragen und die Steine für den Neubau der evangelischen Volksschule verwendet. Die Bauzeit der neuen evangelischen Kirche dauerte bis 1869. Nach Wegfall der staatlichen Beschränkungen durfte der Sakralbau auch mit einem Kirchturm ausgeführt werden. Die Neuweihe erfolgte im September 1869.
Die evangelische Pfarrkirche Gosau ist im neugotischen Stil ausgeführt. Der Turm im südlichen Chorwinkel besitzt einen Spitzhelm. Architekt der Gosauer Kirche war Hermann Wehrenfennig, der auch die evangelischen Kirchen von Gmunden und Vöcklabruck plante. Mit Ausnahme des Altarkruzifixes von Erler wurden die gesamten Schnitzereien vom Gosauer Oberlehrer Hager angefertigt. Der geschnitzte Dreieinigkeitsaltar hat das Motiv „Ich bin der Weinstock, ihr seid die Reben“ und die Apostelgestalten Petrus und Paulus. Hager war eine Lehrkraft an der Holzfachschule Hallstatt.
Sämtliche Steine für den Kirchenbau wurden aus Gosauer Steinbrüchen gewonnen. Der Marmor für die Altarstufen und den Taufstein ist ebenfalls aus dem Gemeindegebiet (vom Dachstein). Die Orgel von 1902 stammt von der Orgelbaufirma Steinmayer. Die Kirche verfügt über drei Glocken.

## Geschichte der evangelischen Pfarrgemeinde

### 16. bis 18. Jahrhundert
Bereits um 1525 trat die evangelische Lehre zum ersten Mal in Gosau in Erscheinung. Protestantische Flüchtlinge aus dem ersten Deutschen Bauernkrieg hatten im abgelegenen Gosautal Zuflucht und neue Heimat gefunden. Im Laufe einer Generation verschwand der römisch-katholische Glaube bei der Gosauer Bevölkerung, um 1550 wurde auch der katholische Pfarrer durch lutherische Prediger abgelöst.
Ab 1597 versuchte Kaiser Rudolf II. auch im direkt der Hofkammer zu Wien unterstehenden Salzkammergut die Gegenreformation einzuführen. Am 1. Juni 1601 zeigten die Gosauer ihren Protest gegen die fortwährenden kaiserlichen Maßnahmen dadurch, dass die von Abtenau nach Gosau führende Fronleichnamsprozession zersprengt wurde. Die etwa 1.000 katholischen Abtenauer trafen am Pass Gschütt auf 300 bewaffnete evangelische Holzknechte und wurden daher zur Rückkehr ins Lammertal gezwungen.
Von Herbst 1601 bis zum Frühjahr 1602 kam es im Zuge des Salzkammergutaufstandes in etlichen Orten zu Revolten gegen die Obrigkeit. So wurde etwa der für das Ischl- und Gosautal zuständige kaiserliche Pfleger auf seinem Amtssitz, der Burg Wildenstein oberhalb von Bad Ischl, von den Aufständischen rund drei Monate lang belagert. Der Fürsterzbischof und Landesherr von Salzburg Wolf Dietrich von Raitenau griff auf Seiten der Habsburger ein und entsendete bewaffnete Kräfte auf verschiedenen Wegen in das Salzkammergut. 1.000 Mann Fußvolk und 200 Reiter zogen entlang des Wolfgangsees nach Ischl, weitere 200 erzbischöfliche Soldaten aus der Festung Hohenwerfen marschierten auch Richtung Gosau. Ab 23. Februar 1602 standen der Kompanie am Pass Gschütt drei Tage lang rund 500 Gosauer gegenüber, welche danach die Waffen streckten. Nach der Niederwerfung der Rebellion wurden allein in Gosau zwei evangelische Führer hingerichtet. Andre Hager (der Leutgeb-Bauer) wurde gehängt und Michael Baader gevierteilt.
Im Jahr 1624 verlangte Kaiser Ferdinand II. unter Androhung von Sanktionen durch das so genannte Generalreformationspatent, dass die Bevölkerung seines Reiches binnen eines Jahres wieder katholisch werden sollte. Einige Personen verließen das Gosautal, der Großteil kehrte aber äußerlich zum Katholizismus zurück und begann seinen Geheimprotestantismus in den „Höhlenkirchen“ (Felsenhöhlen), auf einsamen Almhütten oder entlegenen Bauernhöfen zu leben. Besonders aus Nürnberg wurde das Gosautal weiterhin mit geschmuggelter evangelischer Literatur versorgt (vgl. Weg des Buches). Der kurz darauf ausbrechende Oberösterreichische Bauernkrieg ließ das Salzkammergut zum Großteil unberührt, allerdings gab es am Nordrand des Kammergutes, in Pinsdorf, eine blutige Schlacht gegen Gottfried Heinrich Graf zu Pappenheim.
Noch in den 1730er Jahren, unter der Regentschaft von Maria Theresia, wurden neben den Bewohnern von Bad Ischl, Bad Goisern und Hallstatt auch Gosauer aus Glaubensgründen als so genannte Landler zur Transmigration in das Kronland Siebenbürgen gezwungen.

### Seit dem Toleranzpatent 1781
Im Oktober 1781 wurde durch Kaiser Joseph II. das Toleranzpatent verkündet, in Österreich endet damit die Zeit des Kryptoprotestantismus. Voraussetzung für ein Bethaus waren zumindest 100 Familien oder 500 Einzelpersonen, welche sich als Evangelisch bekannten. Die öffentliche Verlautbarung in Gosau geschah am 26. Dezember 1781, in den folgenden Wochen meldeten sich 1.053 Personen zum evangelischen Glauben, also praktisch die gesamte Bevölkerung des Ortes. Die erste Person im Ort, welche sich bei der Behörde als „Evangelische“ einschreiben ließ, war Brigitte Wallner.
Als evangelische Mutterpfarre für das Innere Salzkammergut fungierte die Evangelische Pfarrkirche Bad Goisern. In Goisern konnte sich bereits 1782 eine Toleranzgemeinde konstituieren. Gosau gehörte für rund zwei Jahre zum Pastorat Goisern, die Genehmigung zur Errichtung einer eigenen Toleranzgemeinde erfolgte im Jahr 1784. Im Zeitraum bis 1795 wurden in Österreich 48 „Toleranzgemeinden“ errichtet.
Am 7. Oktober 1784 traf der erste für Gosau bestimmte evangelische Pfarrer ein. Julius Theodor Wehrenfennig war gebürtig aus Regensburg. Dieser wurde Stammvater des weitverzweigten Pfarrergeschlechtes. Julius Theodor, sein Sohn Bernhard Friedrich und dessen Neffe Adolf Wilhelm Wehrenfennig stellten zwischen 1784 und 1882 die evangelischen Pfarrer von Gosau. Nach Friedrich Novak (aus einem mährischen Theologengeschlecht) übernahm von 1917 bis 1940 Hans Eder die Pfarrstelle. Ab 1937 war er zusätzlich Superintendent von Oberösterreich. 1940 wurde er Bischof. Weitere Pfarrer waren Leopold Temmel (1940–1953), Werner Koch (1953–1966), Josef Schramm (1966–1970), Eckhard Meding (1970–1980), Gebhard Dopplinger (1981–1995), Gerhard Höberth (1996–2005), Carsten Marx (2005–2006), Dirk Fiedler (2007–2011). Seit 2014 betreuten Pfarrer Günther Scheutz und Pfarramtskandidatin Esther Scheuchl die Pfarrgemeinde, Esther Scheuchl wurde schließlich am 31. Mai 2015 in ihr Amt als Pfarrerin von Gosau gewählt.

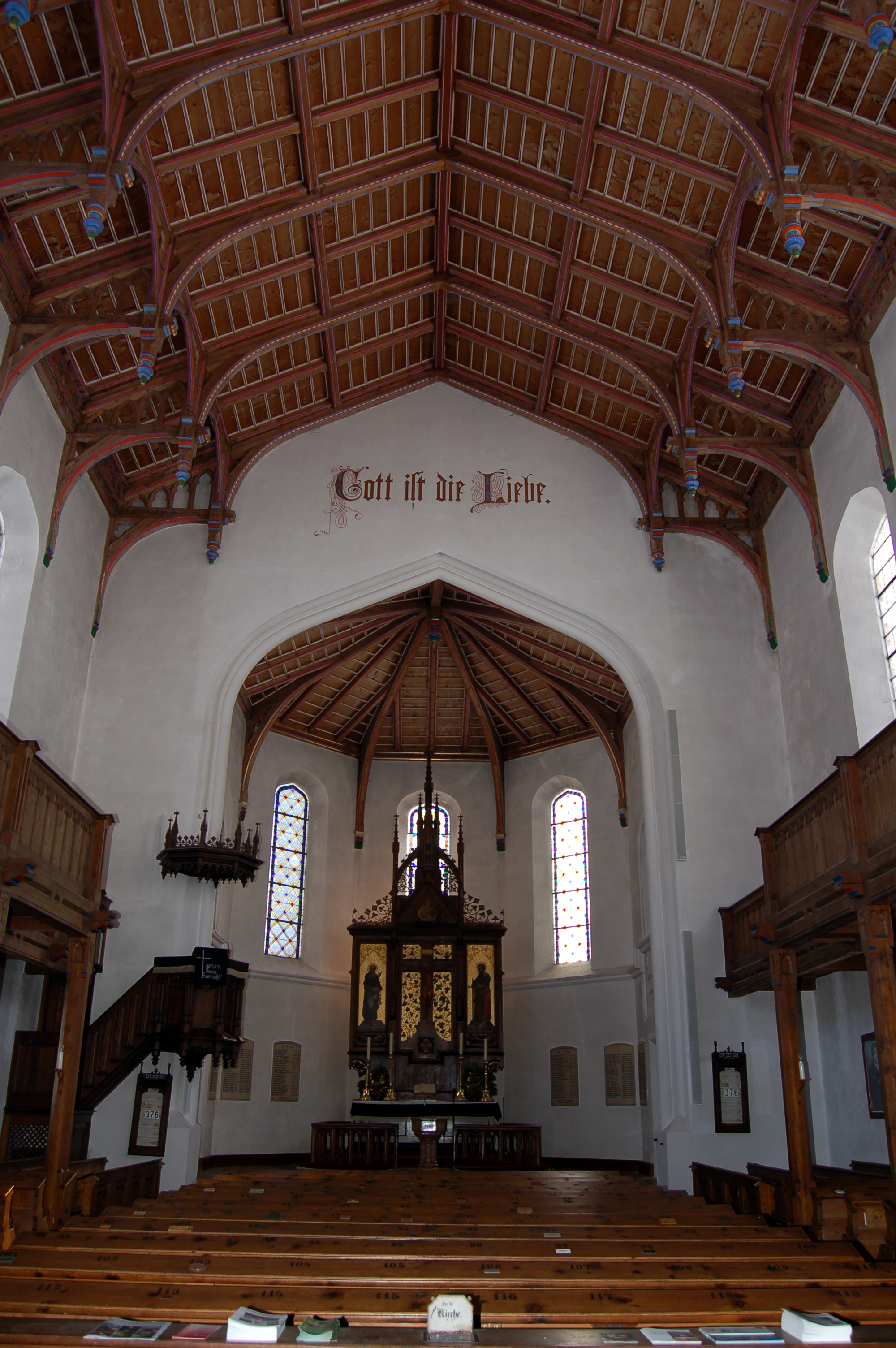
Evangelische Kirche Gosau, Altarraum
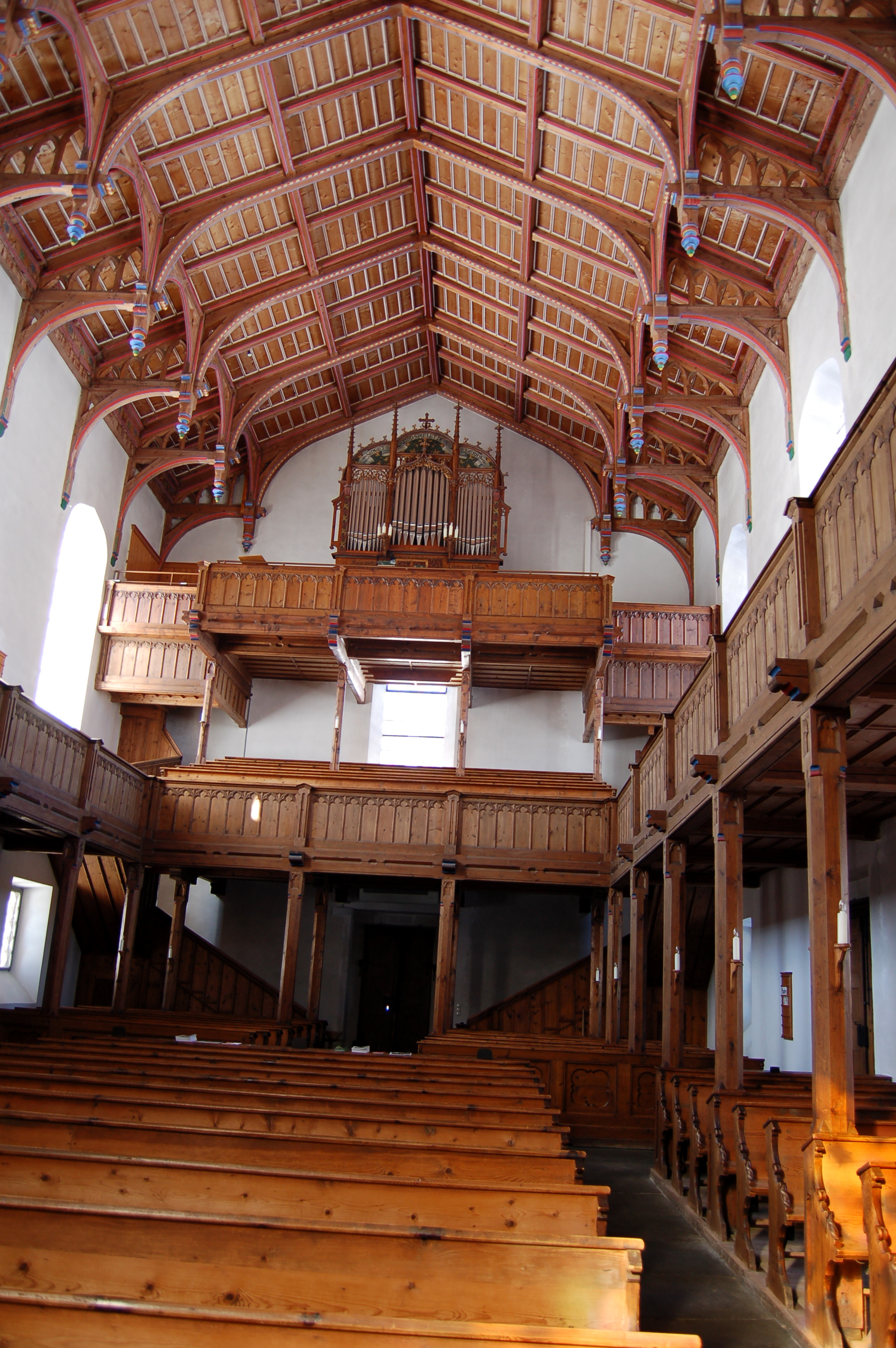
Evangelische Kirche Gosau, Empore
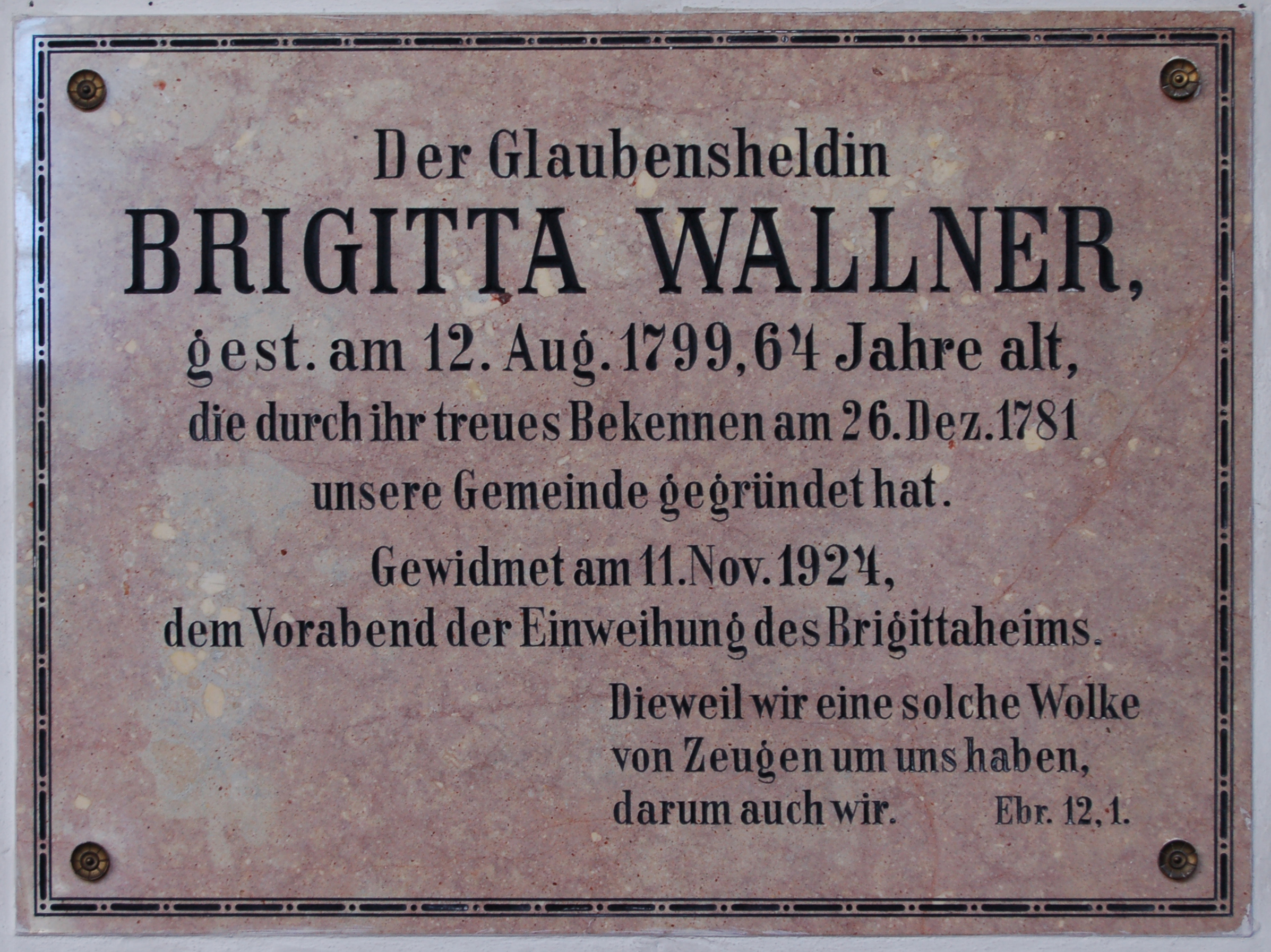
Brigitta Gedenktafel
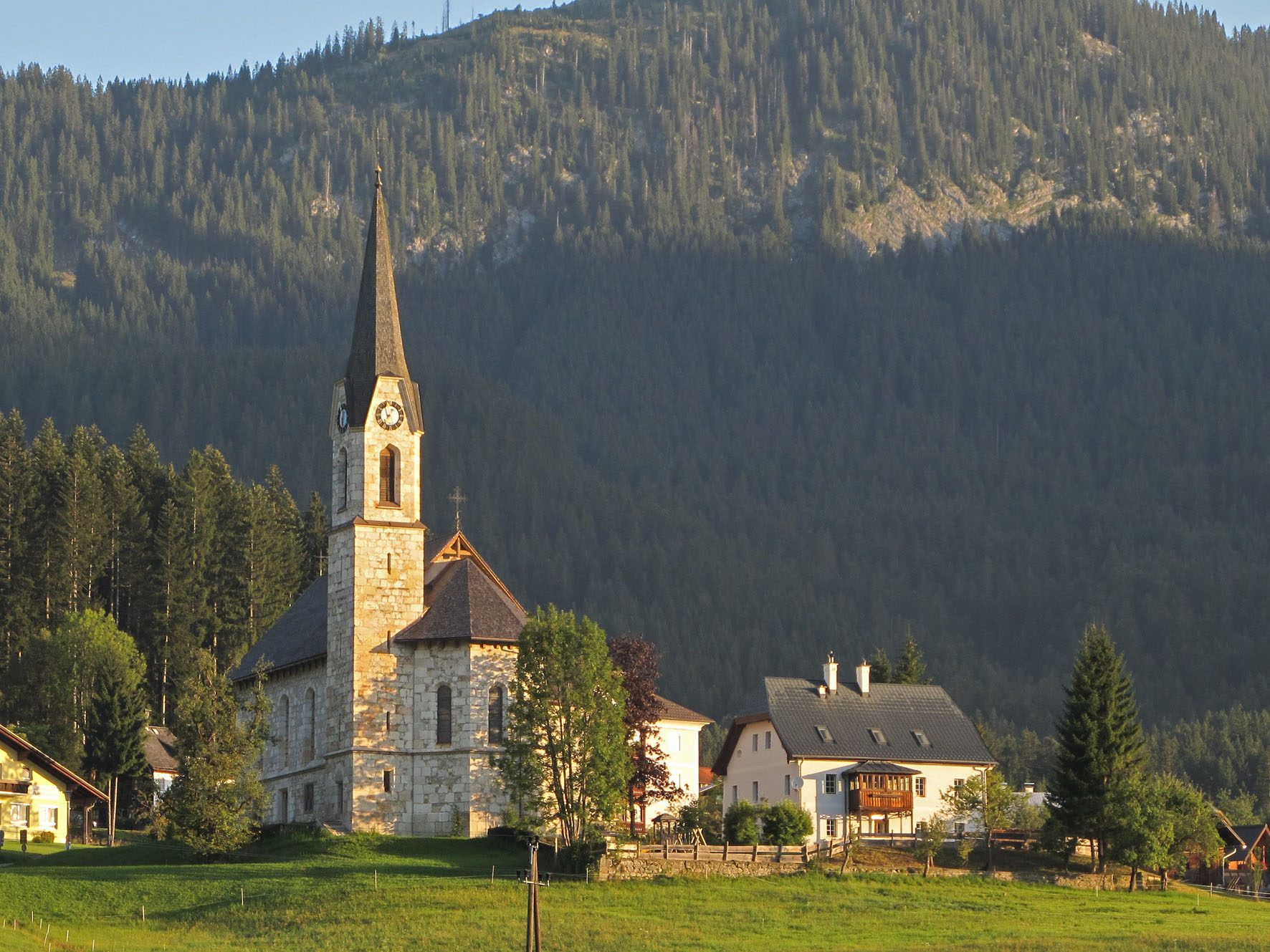
Evangelische Kirche Gosau mit Pfarrhaus

## Evangelische Einrichtungen in Gosau
- Von 1783 bis 1938 bestand zusätzlich zur (einklassigen) staatlichen Volksschule auch eine (mehrklassige) evangelische Volksschule.
- Der evangelische Kindergarten existiert seit 1908, das heutige Gebäude steht seit 1978.
- Das evangelische Pflegeheim „Brigitta“ wurde 1925 eröffnet. Es bietet Platz für rund 40 betagte Menschen.[9]
- Das 1930 errichtete Jugendheim dient seit 1964 als evangelisches Familien-Erholungsheim.
- Das „Haus Wehrenfennig“ ist die evangelische Fremdenpension von Gosau. Es ist eines der ältesten Holzhäuser in der Gemeinde.[10]
- Der evangelische Pfarrhof wurde 1786 errichtet. Das Pfarramtsgebäude (Listeneintrag) steht wie die Kirche (Listeneintrag) unter Denkmalschutz.

Alle Gebäude: Kirche, Pfarrhaus, alter und neuer Kindergarten, ehemalige Volksschule, Brigittaheim und Haus Wehrenfennig befinden sich in unmittelbarer Nähe zueinander und bilden sozusagen ein „Kirchenviertel“.

## Demographische Besonderheit
Gosau ist die einzige politische Gemeinde im Bundesland Oberösterreich (von über 440 Gemeinden), in welcher der evangelische Bevölkerungsteil in etwa die Drei-Viertel-Mehrheit besitzt. Bei der Volkszählung im Jahr 1900 gab es 1.164 Evangelische und 164 Katholiken, bei der Volkszählung 1981 waren es 1.540 Evangelische und 287 Katholiken.
Der Gerichtsbezirk Bad Ischl weist einen Protestantenanteil von mehr als 20 Prozent an der Gesamtbevölkerung auf, was im österreichischen Vergleich relativ hoch ist. Aus diesem Grund verfügt auch jede der sieben politischen Gemeinden des Gerichtsbezirks über ein eigenes evangelisches Kirchengebäude.